# Nacionalno prvenstvo ZDA 1897
Nacionalno prvenstvo ZDA 1897 v tenisu.

## Moški posamično
Robert Wrenn :  Wilberforce Eaves  4-6 8-6 6-3 2-6 6-2

## Ženske posamično
Juliette Atkinson :  Elisabeth Moore  6-3, 6-3, 4-6, 3-6, 6-3

## Moške dvojice
Leo Ware /  George Sheldon :  Harold Mahony /  Harold Nisbet 11–13, 6–2, 9–7, 1–6, 6–1

## Ženske dvojice
Juliette Atkinson /  Kathleen Atkinson :  Mrs. Edwards /  Elizabeth Rastall 6–2, 6–1, 6–1

## Mešane dvojice
Laura Henson /  D.L. Magruder :  Maud Banks /  B.L.C. Griffith 6–4, 6–3, 7–5